# آن ريدغريف
الدكتورة إليزابيث آن ريدغريف ، السيدة ريدغريف (آن كالاواي ، ولدت في 8 فبراير 1960) ، هي طبيبة جراحة وعظام وزوجة المجدف البريطاني السير ستيف ريدغريف .

## مهنة التجديف
بعد أن خاضت هذه الرياضة في عام 1981 ، شاركت ريدجريف في سباقات التجديف للثمانية سيدات في أولمبياد لوس أنجلوس 1984 . واحتل الفريق المكون من أستريد أيلينج وأليكسا فوربس وجيليان هودجز وكيت هولرويد وبليندا هولمز وسارة هانتر جونز وكيت مكنيكول وسو بيلي (كوكس) المركز الخامس. 
كانت جزءًا من فريق coxed four مع أليسون بونر ، وسارة هانتر جونز ، وتيش ريد ، وليزلي كلير (كوكس) ، اللواتي فزن باللقب الوطني للتجديف لفريق A.R.A ، في بطولة 1985 الوطنية   ومثلت إنجلترا وحصلت على ميدالية فضية في الثمانية وميدالية برونزية في الأربعة ، في ألعاب الكومنولث 1986 في أدنبرة ، اسكتلندا .  
وشغلت منصب المدير الطبي لشركة GB Rowing بين عامي 1992 و 2001 بدوام جزئي. كما أصبحت أول طبيبة بدوام كامل في GB Rowing في عام 2009. 
وتم انتخابها مشرفة على فريق Henley Royal Regatta في عام 2016.

## مهنتها الطبية
تأهلت ريدغريف كطبيب من كلية الطب بمستشفى تشارينج كروس بلندن عام 1984 ودخلت مهنة جراحة العظام مع اهتمام بالطب الرياضي. ومع ذلك ، بسبب التزاماتها الدولية بالتجديف ، فقد حصلت على إجازة في عام 1988 لحضور دورة الألعاب الأولمبية في سيول . وخلال فترة إجازتها ، طورت اهتمامها بالطب العظمي ، وبالتالي تدربت في المدرسة البريطانية للطب العظمي بعد انتهاء عامها ، والتأهل في عام 1990.  وفي أواخر عام 1990 ، أنشأت عيادة Redgrave في بورن إند ، والتي بدأت منذ ذلك الحين في تقديم مجموعة من العلاجات الأخرى من العلاج الطبيعي إلى تقنية ألكسندر .

## حياتها الشخصية
ستيفن وآن ريدغريف لديهما ثلاثة أطفال؛وهم ناتالي وصوفي وزاك. ونجحت ناتالي في التجديف مع نادي القوارب النسائي بجامعة أكسفورد الذي فاز بسباق القوارب للسيدات في سباقات هينلي للقوارب في عام 2011.   

## الجوائز
تملك ريدغريف ثلاث درجات شرف ، من جامعة Loughborough في عام 2001 ، ومن جامعة ستافوردشاير في عام 2004 ، ومن جامعة Exeter في عام 2010. وعند تقاعدها من منصب كبير المسؤولين الطبيين في جي بي للتجديف في عام 2001 ، حصلت على وسام التجديف البريطاني.

## الألقاب
- الآنسة آن كالاواي (1960–1984)
- الدكتورة آن كالاواي (1984-1988)
- الدكتورة آن ريدغريف (1988-2001)
- السيدة ريدغريف الكريمة (2001-)

## روابط خارجية
- "Competitive Profile". World Rowing. مؤرشف من الأصل في 2017-12-11. اطلع عليه بتاريخ 2017-12-11.